# 華萊士中心 (加利福尼亞州)
華萊士中心（英語：Wallace Center）是位於美國加利福尼亞州克恩縣的一個非建制地區。該地的面積和人口皆未知。

## 地理
華萊士中心的座標為35°10′11″N 119°27′56″W / 35.16972°N 119.46556°W，而該地的平均海拔高度為262米（即860英尺）。